# Agent
Agent (с англ. — «Агент») — отменённая видеоигра в жанре стелс-экшен, разрабатывалась компанией Rockstar North. Игра была анонсирована в 2009 году эксклюзивно для игровой консоли PlayStation 3. В 2012 году сайт Eurogamer включил Agent в свой список самых известных vaporware-игр наряду с The Last Guardian или Half-Life 2: Episode Three.
Игра не была выпущена в последующие годы, хотя находилась в активной разработке — в 2011 и 2015 годах в сети появлялись изображения из игры, найденные игровыми журналистами в портфолио бывших работников Rockstar North. В 2013 году Rockstar продлила права на товарный знак Agent, что могло означать, что студия все ещё рассчитывала выпустить игру в будущем, однако в ноябре 2018 года стало известно, что права на торговую марку не были продлены. С октября 2021 года официальный веб-сайт Agent перенаправляется на официальный веб-сайт Rockstar Games, и игра больше не указана на странице игр Rockstar.

## Сюжет
Согласно опубликованному разработчиками анонсу, действие игры разворачивается во время холодной войны — «игрок погружается в мир контрразведки, шпионажа и политических убийств», где ему предоставляется свобода действий. События игры должны были развиваться в конце 1970-х годов. В проекте присутствовал открытый мир. Локациями должны были стать Каир и Вашингтон, Санкт-Петербург был отменён. Игра отличалась от проектов Rockstar тех времён своей кинематографичностью и акцентом на постановочных моментах. В демоверсии Agent был показан уровень, в котором героя преследовал вертолёт, взрывались постройки, а на крышу Белого дома высаживались дельтапланы. Некоторые локации и миссии впоследствии были реализованы в Grand Theft Auto V.

## Разработка
Разработка Agent началась в 2002 году. Луис Джильотти, главный менеджер игры, поехал с небольшой группой в Каир, чтобы пофотографировать город. Власти Египта несколько раз арестовывали разработчиков, обвиняя в шпионаже. Один раз художественный руководитель проекта Даррелл Галлахер находился под прицелом египетского полицейского. Позже он был арестован в аэропорту Каира, где ему было предъявлено обвинение в записи порнографических материалов. В то время других членов группы не выпускали из отеля. После звонков Луиса Джильотти в американское посольство в Каире разработчики вернулись домой. В результате этого была отменена другая поездка для сбора документации в Санкт-Петербурге.
В июле 2007 года на выставке Electronic Entertainment Expo (E3) компания Sony Computer Entertainment объявила, что Rockstar Games работает над новой франшизой для PlayStation 3. Майкл Шоррок, директор Sony Computer Entertainment America по связям с третьими сторонами, написал в официальном блоге PlayStation: «В рамках наших давних отношений с Rockstar и невероятного успеха обеих компаний с культурным символом, которым является Grand Theft Auto, мы согласились на эксклюзивные права PlayStation на следующую великую франшизу от студии Rockstar». Больше ничего о ней не сообщалось. По словам Шоррока, «Rockstar действительно хотела сделать игру, в которую вы и вправду можете играть только на PS3». Бен Федер, тогдашний президент Take-Two Interactive (материнская компания Rockstar Games), сказал, что игра будет «определяющей жанр» и «совершенно новым способом испытать видеоигры, который мы раньше не видели».
Подробности проекта, включая его название, были объявлены в июне 2009 года во время пресс-конференции Sony на выставке Electronic Entertainment Expo. Сэм Хаузер, один из основателей Rockstar Games, сказал, что разработчики Agent намеревалась создать уникальный опыт для игрока. Федер выразил уверенность в том, что игра может достичь того же уровня успеха, что и серия Grand Theft Auto, и стать «ещё одной великой франшизой Rockstar North», учитывая, что за её разработкой наблюдают соучредители Rockstar Games Сэм и Дэн Хаузеры.
7 сентября 2009 года в разделе вопросов и ответов в своём блоге Rockstar Games заявила, что Agent может быть выпущен уже в 2010 году. Take-Two Interactive не комментировала это до марта того же года, когда она подтвердила, что игра всё ещё находится в разработке. Главный исполнительный директор Sony Computer Entertainment America Джек Треттон заявил на E3 2011, что он не уверен в эксклюзивности Agent для PlayStation 3 и что это решение должна принять сама Rockstar Games.
15 августа 2011 года Ли Донохью, бывший художник из Rockstar North, работавший над Grand Theft Auto IV и Agent, разместил первые изображения в своём онлайн-резюме. На кадрах показан персонаж, а также различные помещения. Оба изображения датируются 2009 годом.
С анонсом PlayStation 4 20 февраля 2013 года ожидалось, что Agent, возможно, станет эксклюзивной игрой для консоли. На вопрос, является ли Agent по-прежнему игрой для PlayStation 3 во время пресс-конференции, посвященной презентации PlayStation 4, руководитель Sony Worldwide Studios Сюхэй Ёсида сказал: «Вы спрашиваете не того человека. У меня есть кое-какие знания, но я не в состоянии говорить об этом».
В июле 2013 года Take-Two продлила права на товарный знак Agent. В декабре 2015 года бывший художник Rockstar North Даррен Чарльз Хаттон опубликовал в своём онлайн-портфолио несколько новых скриншотов, сделанных в период с 2009 по 2010 год. Он сказал, что арт-команда была снята с проекта Agent и переведена в Grand Theft Auto V, добавив, что он «не уверен, будет ли игра когда-либо выпущена». 5 декабря 2016 года Take-Two Interactive снова продлила действие товарного знака Agent. 27 августа 2017 года в сеть якобы просочились изображения концепт-арта, в том числе изображения заснеженных альпийских пейзажей и наброски персонажей. 19 ноября 2018 года Ведомство по патентам и товарным знакам США объявило товарный знак Agent заброшенным. С октября 2021 года официальный сайт игры перенаправляется на официальный сайт Rockstar Games, и игра больше не отображается в списке компании.